# Siergiej Łazariew
Siergiej Wiaczesławowicz Łazariew (ros. Серге́й Вячеславович Лазарев, ur. 1 kwietnia 1983 w Moskwie) – rosyjski piosenkarz, tancerz oraz aktor teatralny i dubbingowy.
Współzałożyciel i w latach 2001–2004 wokalista zespołu Smash!!, z którym wydał dwie płyty: Freeway (2002) i 2nite (2004). Za sprzedaż drugiego albumu uzyskali status złotej płyty w kraju. Od 2004 artysta solowy, wydał dziewięć albumów: Don’t Be Fake (2005), TV Show (2007), Electric Touch (2010), Łazariew. (2012), W Epicentre (2017), The One (2018), Ja nie bojus (2019), Eto ja (2019) i 8 (2021). Dwukrotnie reprezentował Rosję w Konkursie Piosenki Eurowizji (w 2016 i 2019), za każdym razem zajmując ostatecznie trzecie miejsce w finale konkursu.

## Życiorys
Jest synem Wiaczesława Jurjewicza Łazariewa i jego żony Walentiny Wiktorownej. Miał starszego brata Pawła, który w marcu 2015 zginął w wypadku samochodowym. Uczęszczał do Moskiewskiej Szkoły Nr 1061. W dzieciństwie przez trzy lata trenował gimnastykę artystyczną. W wieku 10 lat zaczął uczyć się aktorstwa i śpiewu oraz został członkiem dziecięcego zespołu Władimira Łoktiewa, a w następnym roku zaczął występować w spektaklach Teatru Pokrowskiego. Od kiedy skończył 14 lat, brał udział w wielu konkursach wokalnych dla dzieci i młodzieży, a na wielu z nich zdobywał pierwszą nagrodę. Był członkiem zespołu dziecięcego Nieposiedy. W 1995 wygrał telewizyjny konkurs muzyczny Jerałasz, zdobył pierwszą nagrodę w konkursie Bravo Bravissimo we Włoszech oraz zaśpiewał z prezydencką orkiestrą prowadzoną przez Pawła Owsiannikowa.

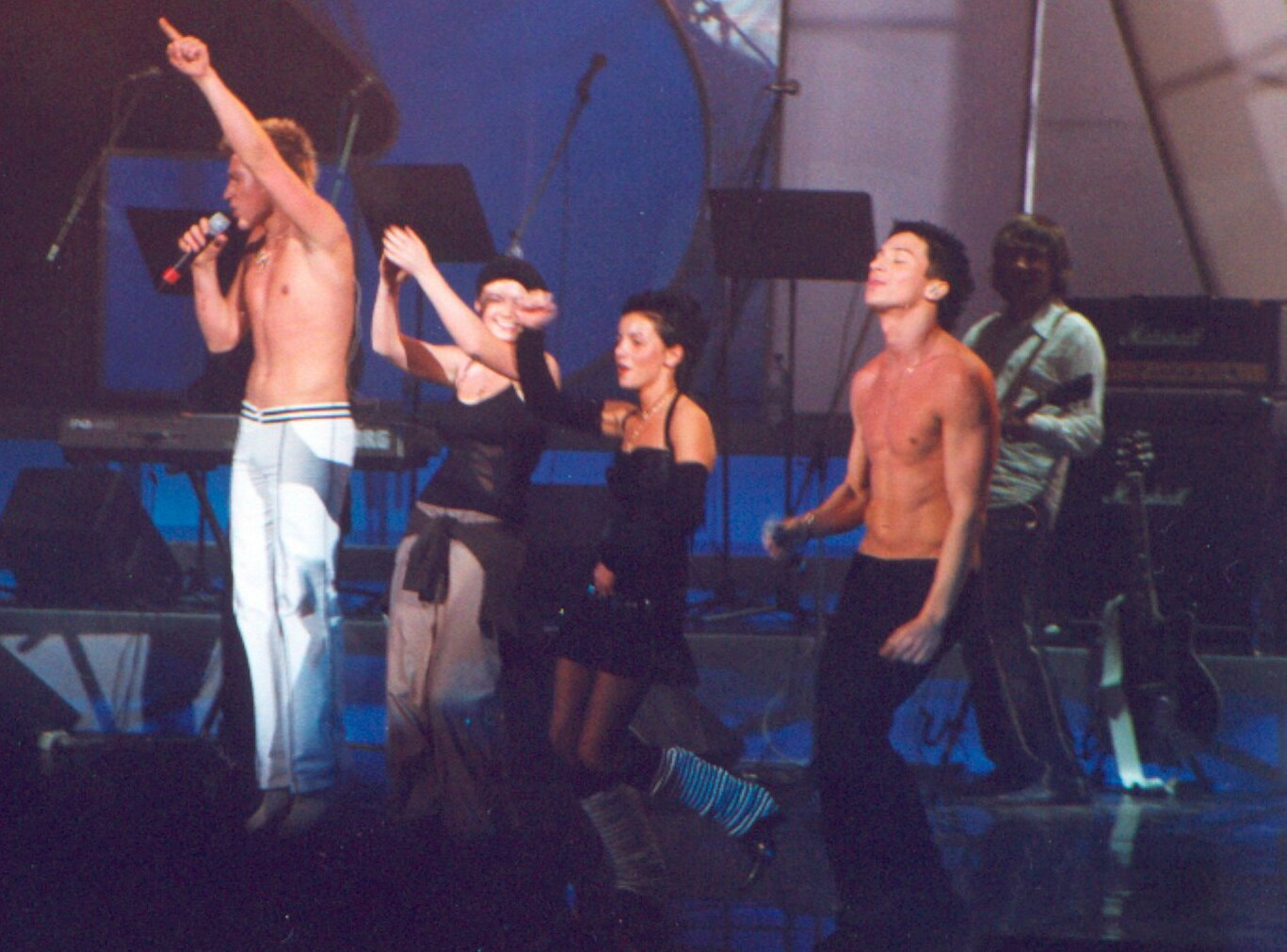
Łazariew (pierwszy z prawej) podczas koncertu Smash!! i t.A.T.u. (2003)

W 2001 wraz z Władem Topałowem nagrał arię „Belle” z musicalu Notre-Dame de Paris na urodziny ojca Topałowa. Niedługo później nawiązali współpracę muzyczną i zaczęli występować jako duet o nazwie Smash!!. W 2002 wygrali konkurs „Nowa Fala” w Jurmale oraz wydali album Freeway, za który uzyskali status złotej płyty za sprzedaż w ponad milionowym nakładzie. Łazarew kontynuował również karierę solową; w 2002 zagrał główną rolę męską w musicalu Romeo i Julia, a w 2003 ukończył studia w Moskiewskiej Szkole Teatralno-Artystycznej i zagrał tytułową rolę w spektaklu Nieskolko dniej iz żyzni Aloszy Karamazowa w Teatrze Sztuki im. Antoniego Czechowa. W 2004 wydał drugi album ze Smash!! pt. 2nite (2004), a niedługo później odszedł z zespołu.

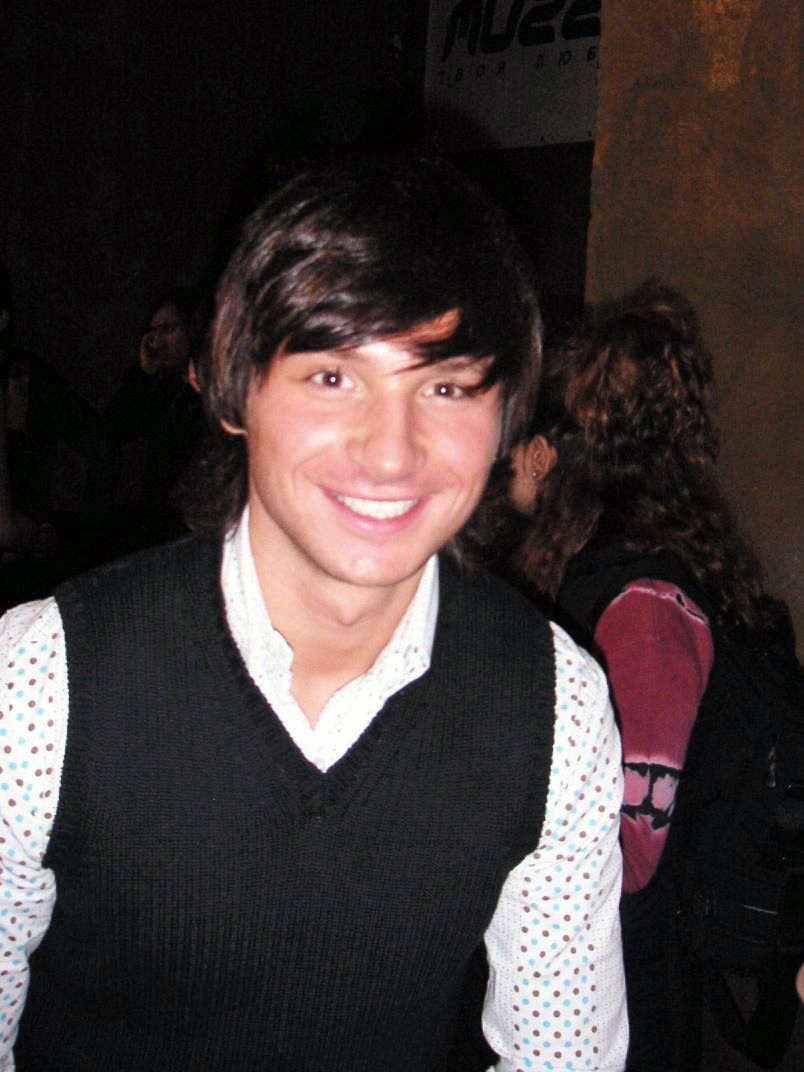
Łazariew (2005)

Po odejściu ze Smash!! podpisał solowy kontrakt płytowy z wytwórnią muzyczną Style Records. W 2004 zagrał Maxa w spektaklu Odołżytie tienora w Moskiewskim Akademickim Teatrze Artystycznym im. Antoniego Czechowa. Za tę rolę w grudniu 2005 odebrał dwie teatralne statuetki Czajki za wygraną w kategoriach: „przełom roku” i „najlepsza scena miłosna”, a w 2006 – nagrodę Kryształowej Turandot za „najlepszy debiut w sezonie 2005/2006”. Pod koniec 2005 wydał debiutancki solowy album studyjny pt. Don’t Be Fake. W 2006 opublikował pierwszy rosyjskojęzyczny utwór w karierze, „Daże jesli ty ujdiosz”, a także otrzymał statuetkę dla najlepszego debiutanta na gali Muz-TV. W latach 2007–2009 był nominowany do Europejskiej Nagrody Muzycznej MTV dla najlepszego rosyjskiego wykonawcy. W maju 2007 wydał album pt. TV Show, który promował singlami: „Shattered Dreams” (cover utworu Johnny’ego Hatesa Jazza i „Girlfriend”), „Everytime”. Również w 2007 wystąpił na festiwalu „Nowa Fala”, uczestniczył w programie Cyrk so zwiozdami i użyczył głosu księciu Arturowi w rosyjskiej wersji językowej filmu animowanego Shrek Trzeci. W 2008 z utworem „Flyer” zajął czwarte miejsce w finale krajowych eliminacji do 53. Konkursu Piosenki Eurowizji, wziął udział w programie Zwiozdy na ldu, otrzymał nagrodę MTV Russia Music Award dla artysty roku i wydał minialbum pt. London Club Remixes.
Wiosną 2010 podpisał kontrakt z wytwórnią Sony Music, pod której szyldem wydał album pt. Electric Touch. Płytę promował singlami: „Instantly” i „Electric Touch”, który znalazł się również na ścieżce dźwiękowej rosyjskiej wersji językowej filmu Opowieści z Narnii: Podróż Wędrowca do Świtu (ros. Chroniki Narnii: Pokoritiel zari). Za sprzedaż albumu Electric Touch odebrał certyfikat złotej płyty w Rosji. Również w 2010 nagrał utwór „When You Tell Me That You Love Me” w duecie z Ani Lorak, z którą wystąpił podczas festiwalu „Nowa Fala”. Wydał także swoją pierwszą składankę przebojów i uczestniczył w programie Upiór w Operze. W latach 2011–2012 prowadził program taneczny Majdan’s. Użyczył głosu Troyowi Boltonowi w rosyjskiej wersji językowej filmów: High School Musical (2006), High School Musical 2 (2007) i High School Musical 3: Ostatnia klasa (2008).
W 2012 zagrał postać Jean-François Milleta w spektaklu Tałanty i pokojniki oraz wydał album pt. Łazariew., który promował singlami: „Stumblin’”, „7 Wonders”, „Take It Off”, „Slozy w mojom sierdce” i „Moscow to California” (nagrany z DJ M.E.G.-em i Timatim). W lutym 2013 wydał singiel „Cure Thunder”, który nagrał z T-Painem. W 2014 zagrał w spektaklu Wesele Figara w Teatrze Puszkina, wydał minialbum z remiksami pt. Alcosong/Stumblin’, uczestniczył w programie Uniwiersalnyj artist oraz wydał dwie rosyjskojęzyczne piosenki: „7 cifr” i „W samoje sierdce”. Druga z piosenek zapewniła mu wygraną w programie Hit i Złoty Gramofon dla piosenki roku. Pod koniec 2014 wydał swój pierwszy w karierze album koncertowy pt. Live in Moscow zawierający zapis dźwiękowo-filmowy z koncertu zagranego w moskiewskiej hali „Olimpijskij” w ramach promocji płyty pt. Łazariew.. Trasa koncertowa, obejmująca występy w 60 miastach, została uznana najlepszym spektaklem koncertowym roku na gali Muz-TV. Również w 2014 był jednym trenerów w programie Hołos krajiny.

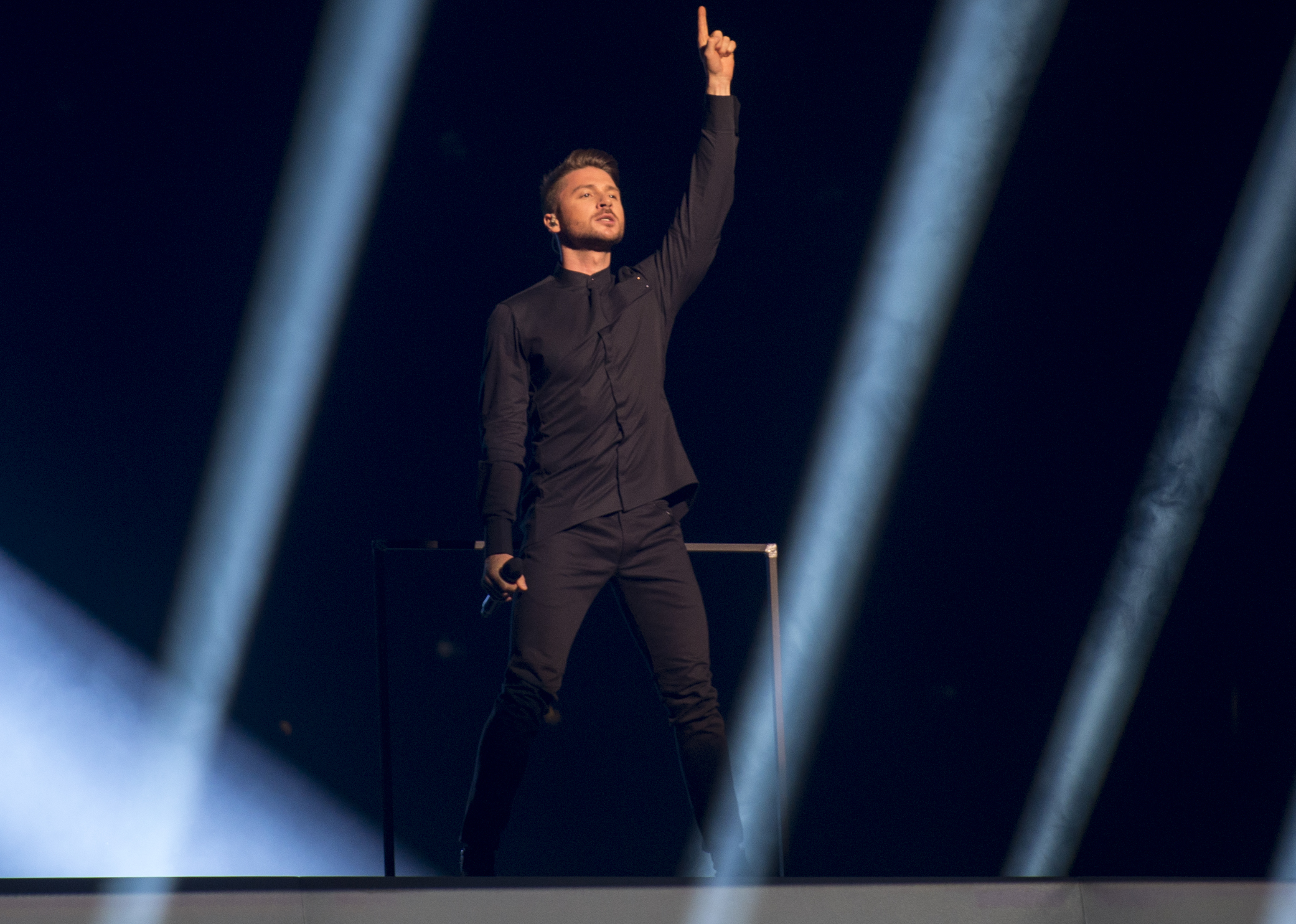
Łazariew w 61. Konkursie Piosenki Eurowizji w Sztokholmie (2016)

W 2015 z okazji 10-lecia kariery artystycznej wydał singiel „Wiesna” oraz dwie składanki przebojów, z czego pierwsza zawierała jego największe przeboje w języku rosyjskim, a druga – w angielskim. Również w 2015 został okrzyknięty najbardziej stylowym mężczyzną przez redakcję magazynu „Hello!”, poprowadził program Tańcz! i opublikował teledysk do singla „Eto wsio ona”, który osiągnął wynik ponad 76 mln wyświetleń w serwisie YouTube. Odebrał także kilka nagród muzycznych: statuetkę dla piosenkarza roku od stacji Russian Music Box, Złoty Gramofon za piosenkę roku („7 cifr”) i Rosyjską Nagrodę Muzyczną „Owacyję” dla piosenkarza roku. Na gali rozdania „Owacyi” ogłosił publicznie, że będzie reprezentował Rosję w 61. Konkursie Piosenki Eurowizji w Sztokholmie. Na potrzeby konkursu nagrał utwór „You Are the Only One”, który przed konkursem uważany był za głównego faworyta do wygrania Eurowizji. W maju 2016 zajął trzecie miejsce w finale konkursu po zdobyciu 491 punktów, w tym 361 pkt od publiczności (1. miejsce). W sierpniu 2016 nagrał nową wersję eurowizyjnej piosenki z gościnnym udziałem Eleny Paparizu.

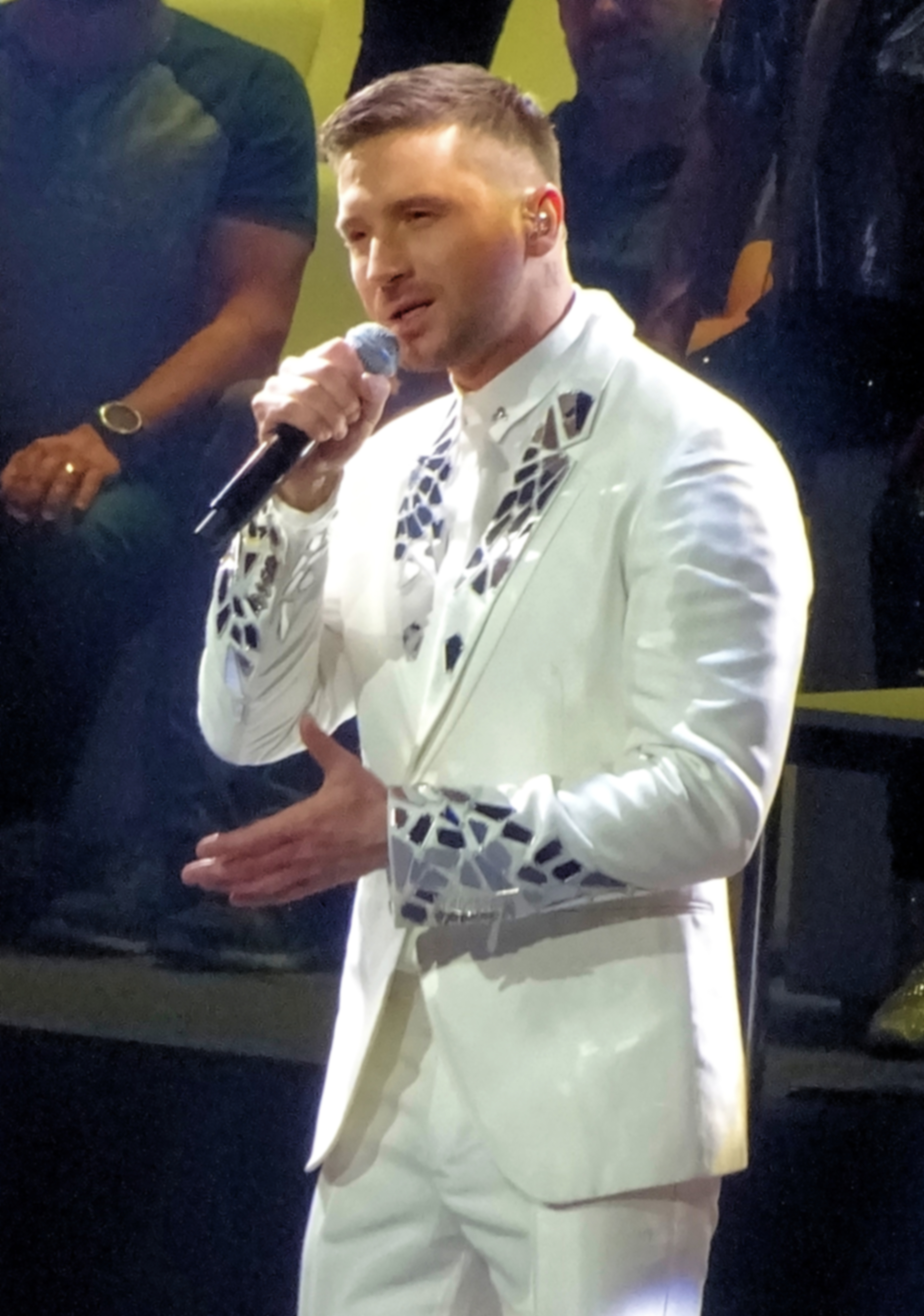
Łazariew na Het Grote Songfestivalfeest 2019

W 2017 nagrał utwór „Prosti mienia” w duecie z Dimą Biłanem oraz wydał album pt. W Epicentre, który promował singlami: „Idealnyj mir” i „Lucky Stranger”; do obu piosenek nakręcił teledyski. W tym samym roku stworzył duet Dwoje, w którego skład weszli Konstantin Czerkas i Światosław Stepanow. 1 kwietnia 2018 wydał album pt. The One. W maju 2019, reprezentując Rosję z utworem „Scream”, zajął trzecie miejsce w finale 64. Konkursu Piosenki Eurowizji organizowanego w Tel Awiwie; zdobył 370 punktów, w tym 244 pkt od telewidzów (4. miejsce) i 126 pkt od jurorów (9. miejsce). 23 sierpnia wydał cyfrowo album pt. Ja nie bojus, który promował singlem „Lowi”. W 2021 w parze z Jekateriną Osipową zwyciężył w finale 12. edycji programu Tancy so zwiozdami oraz wydał album pt. 8.

## Życie prywatne
W grudniu 2016 poinformował prasę, że ma dwuletniego syna Nikitę. We wrześniu 2019 ujawnił, że ma roczną córkę Anię. Oboje dzieci urodziła mu surogatka.

### Poglądy
Wiele razy podkreślał wsparcie dla społeczności LGBT i publicznie krytykował ustawę zakazującą „propagandy homoseksualnej” w Rosji.
W czerwcu 2014 w wywiadzie dla ukraińskiego kanału telewizyjnego 1+1 wyraził wsparcie dla Kijowa po aneksji Krymu przez Rosję. Po publikacji wywiadu bronił się przed atakami rodzimej prasy, wyznając, że rozmowa została niekorzystnie zmontowana i zaprezentowała jego wypowiedź jako „antyrosyjską”.
W lutym 2022 publicznie wyraził się przeciwko inwazji Rosji na Ukrainę. W kwietniu 2022 miał wystąpić w propagandowym koncercie Dla Rossiji, jednak niedługo przed wydarzeniem zrezygnował z udziału. W czerwcu 2022 zaśpiewał w Czerkiesku podczas świątecznego koncertu poświęconego Dniu Rosji, za co był szeroko krytykowany w europejskich mediach. W styczniu 2023 prezydent Ukrainy Wołodymyr Zełenski nałożył na niego osobiste sankcje ekonomiczne.

## Dyskografia
Albumy studyjne
- Don’t Be Fake (2005)
- TV Show (2007)
- Electric Touch (2010)
- Łazariew. (2012)
- W Epicentre (2017)
- The One (2018)
- Ja nie bojus (2019)
- Eto ja (2019)
- 8 (2021)
- Ja widiel swiet (2023)

Albumy kompilacyjne
- The Best (Russian Version) (2015)
- The Best (English Version) (2015)

## Teledyski
| Piosenka                                                        | Rok  | Reżyser                            | Album                      |
| --------------------------------------------------------------- | ---- | ---------------------------------- | -------------------------- |
| W duecie Smash                                                  |      |                                    |                            |
| „Should Have Loved You More”                                    | 2002 |                                    | Freeway                    |
| „Belle”                                                         | 2002 | Fiodor Bondarczuk                  | Freeway                    |
| „Talk to Me”                                                    | 2003 | Gieorgij Toidzie                   | Freeway                    |
| „Freeway”                                                       | 2003 | Jelena Kipier                      | Freeway                    |
| „The One to Cry”                                                | 2004 | Grigorij Konstantinopolskij        | Freeway                    |
| „Faith”                                                         | 2004 | Eric Zho                           | 2Nite                      |
| Kariera solowa                                                  |      |                                    |                            |
| „Eye of the Storm”                                              | 2005 | Daniel Woeller                     | Don’t Be Fake              |
| „Lost Without Your Love”                                        | 2005 | Beat Rebmann                       | Don’t Be Fake              |
| „Fake”                                                          | 2006 | Steven Price                       | Don’t Be Fake              |
| „Everytime” / „Wspominaj” (Вспоминай)                           | 2006 | Irina Mironowa                     | TV Show                    |
| „Shattered Dreams”                                              | 2007 | Andy Hylton                        | TV Show                    |
| „TV or Radio”                                                   | 2007 | Andy Soup                          | TV Show                    |
| „Girlfriend”                                                    | 2008 | Kevin Hewitt                       | TV Show                    |
| „Almost Sorry”                                                  | 2008 | Alan Badojew                       | TV Show                    |
| „Zaczem pridumali lubowʹ?” (Зачем придумали любовь?)            | 2008 | Alan Badojew                       |                            |
| „Nasz zwiozdnyj czas” (feat. Ksenija Larina) (Наш звёздный час) | 2008 | Irina Mironowa                     | Kłassnyj miuzikł (OST)     |
| „Lazerboy” (feat. Timati)                                       | 2008 | Konstantin Czeriepkow              | Electric Touch             |
| „Najdi mienia” (Найди меня)                                     | 2009 | Pawieł Chudiakow                   | Electric Touch             |
| „Alarm”                                                         | 2010 | Siergiej Sołodkij                  | Electric Touch             |
| „Instantly”                                                     | 2010 | Michael Apted                      | Electric Touch             |
| „Heartbeat”                                                     | 2011 | Siergiej Sołodkij                  | Electric Touch             |
| „Electric Touch”                                                | 2011 | Siergiej Sołodkij                  | Electric Touch             |
| „Moscow to California” (feat. DJ M.E.G. i Timati)               | 2012 | Pawieł Chudiakow                   | Łazariew.                  |
| „Nieriealnaja lubowʹ” (Нереальная любовь)                       | 2012 | Konstantin Czeriepkow              | Łazariew.                  |
| „Cure the Thunder” (feat. T-Pain)                               | 2013 | Konstantin Czeriepkow              | Łazariew.                  |
| „Slozy w mojom sierdce” (Слёзы в моём сердце)                   | 2013 | Siergiej Bandieras                 | Łazariew.                  |
| „Stumblin’”                                                     | 2013 | David Claessen                     | Łazariew.                  |
| „W samoje sierdce” (В самое сердце)                             | 2013 | Konstantin Czeriepkow              | The Best (Russian Edition) |
| „Take It Off”                                                   | 2014 | Jewgienij Timochin                 | Łazariew.                  |
| „7 Wonders”                                                     | 2014 | Siergiej Sołodkij                  | Łazariew.                  |
| „7 cifr” (7 цифр)                                               | 2014 | Siergiej Sołodkij                  | The Best (Russian Edition) |
| „Eto wsio ona” (Это всё она)                                    | 2015 | Konstantin Czeriepkow              |                            |
| „Wiesna” (Весна)                                                | 2015 | Konstantin Czeriepkow              | The Best (Russian Edition) |
| „You Are the Only One”                                          | 2016 | Konstantin Czeriepkow              | The One                    |
| „Breaking Away”                                                 | 2016 | Jannis Papadakis                   | The Best (English Edition) |
| „Idiealnyj mir” (Идеальный мир)                                 | 2016 | Siergiej Sołodkij                  | W epicentre                |
| „Lucky Stranger”                                                | 2017 | Konstantin Czeriepkow              | The One                    |
| „Tak krasiwo” (Так красиво)                                     | 2017 | Konstantin Czeriepkow              | W epicentre                |
| „Prosti menia” (feat. Dima Biłan) (Прости меня)                 | 2017 | Leonid Kołosowskij                 |                            |
| „Sdawajsia” (Сдавайся)                                          | 2018 | Alan Badojew                       | W epicentre                |
| „Szopotom” (Шёпотом)                                            | 2018 | Konstantin Czeriepkow              | W epicentre                |
| „Scream”                                                        | 2019 | Konstantin Czeriepkow              |                            |
| „Lowi” (Лови)                                                   | 2019 | Roman Czeriepkow                   | Ja nie bojus               |
| „Ja nie bojus” (Я не боюсь)                                     | 2019 | Konstantin Czeriepkow, Igor Rudnik | Ja nie bojus               |
| „Labirint” (Лабиринт)                                           | 2020 | Aleksiej Kuprijanow                | Eto ja                     |
| „Ja nie mogu mołczatʹ” (Я не могу молчать)                      | 2020 | Konstantin Czeriepkow              |                            |
| „Snieg w okieanie” (Снег в океане)                              | 2021 | Alan Badojew                       | Eto ja                     |
| „Aromatom” (Ароматом)                                           | 2021 | Stanisław Morozow                  | 8                          |
| „Nowyj god” (z Władem Topałowem) (Новый год)                    | 2021 | Konstantin Czeriepkow              |                            |
| „Tancuj” (Танцуй)                                               | 2022 | Konstantin Czeriepkow              | 8                          |
| „Tretij” (Третий)                                               | 2022 | Konstantin Czeriepkow              | 8                          |
| „Snieg” (Снег; z Ewą Własową)                                   | 2022 | Mari Ajanian                       |                            |
| „Nie pytajsia powtoritʹ” (Не пытайся повторить)                 | 2023 | Dima Litwinienko                   | Ja widiel swiet            |
| „Wkus maliny” (Вкус малины)                                     | 2023 | Konstantin Czeriepkow              | Ja widiel swiet            |
| „Ałyj zakat” (Алый закат)                                       | 2023 | Konstantin Czeriepkow              | Ja widiel swiet            |
| „Zagadaj lubowʹ” (Загадай любовь)                               | 2024 | Olga Akatjewa                      | Zagadaj lubowʹ (OST)       |
| „Ja widieł swiet” (Я видел свет)                                | 2024 | Mari Ajanian                       | Ja widiel swiet            |
| „Samoobman” (Самообман)                                         | 2024 | Konstantin Czeriepkow              | Ja widiel swiet            |
| "Cwieta odnogo (Цвета одного)                                   | 2024 | Konstantin Czeriepkow              | Ja widiel swiet            |

## Trasy koncertowe
•Don’t Be Fake Tour (2006-2007)
•Life is like a TV Show Tour (2007-2008)
•Lazerboy Show (2009-2010)
•Биение сердца (2011-2013)
•Лазарев. (2013-2015)
•The Best (2015-2017)
•N-Tour (2018-2022)
•Я не боюсь (2022-2025)
•Шоумен (2025-)